# Potez 662
Dimensions
L'avion Potez 662 est un dérivé de l'avion Potez 661. Il est équipé d'une motorisation plus puissante. Un seul exemplaire a été construit pour les besoins du ministère de l'Air.

## Seconde guerre mondiale
Le Potez 662 F-ARAY fut réquisitionné par le gouvernement de Vichy et servit exclusivement au général Charles Huntziger, avec un équipage de 4 membres fourni par l'Armée de l'air.
L'avion transportant le général Huntziger s'est écrasé le 12 novembre 1941 sur la commune de Bréau-et-Salagosse dans le Gard, au cours d'un vol Alger-Vichy. Le crash se situe dans la région de l'Espérou, à 22 km au nord-ouest du Vigan. L'endroit est marqué par une stèle à 1 km au nord-ouest du col du Minier. Une seconde stèle a été érigée au col en bord de la route départementale 48.
Quatre membres de l'équipage appartenant à l'Armée de l'air et deux attachés du ministre ont également trouvé la mort dans l'accident.

## Sources